# Vasil Etropolski
Vasil Mijailov Etropolski –en búlgaro, Васил Михайлов Етрополски– (Sofía, 18 de marzo de 1959) es un deportista búlgaro que compitió en esgrima, especialista en la modalidad de sable. Su hermano gemelo Jristo también compitió en esgrima.
Ganó seis medallas en el Campeonato Mundial de Esgrima entre los años 1983 y 1987. Participó en dos Juegos Olímpicos de Verano, ocupando el octavo lugar en Moscú 1980 y el octavo en Seúl 1988, en la prueba por equipos.

## Palmarés internacional
| Campeonato Mundial | Campeonato Mundial | Campeonato Mundial | Campeonato Mundial |
| Año                | Lugar              | Medalla            | Prueba             |
| ------------------ | ------------------ | ------------------ | ------------------ |
| 1983               | Viena (Austria)    | Medalla de oro     | Sable individual   |
| 1985               | Barcelona (España) | Medalla de plata   | Sable por equipos  |
| 1985               | Barcelona (España) | Medalla de bronce  | Sable individual   |
| 1986               | Sofía (Bulgaria)   | Medalla de bronce  | Sable individual   |
| 1986               | Sofía (Bulgaria)   | Medalla de bronce  | Sable por equipos  |
| 1987               | Lausana (Suiza)    | Medalla de plata   | Sable por equipos  |